# Adinotherium
Adinotherium ("niestraszna bestia") – wymarły rodzaj ssaka z rodziny Toxodontidae, wielki kopytny zamieszkujący Amerykę Południową w epoce mioceńskiej pomiędzy  17,5 a 11,61 miliona lat temu, w związku z czym istniał przez 5,89 miliona lat. Skamieliny znaleziono na terenie Argentyny oraz Chile

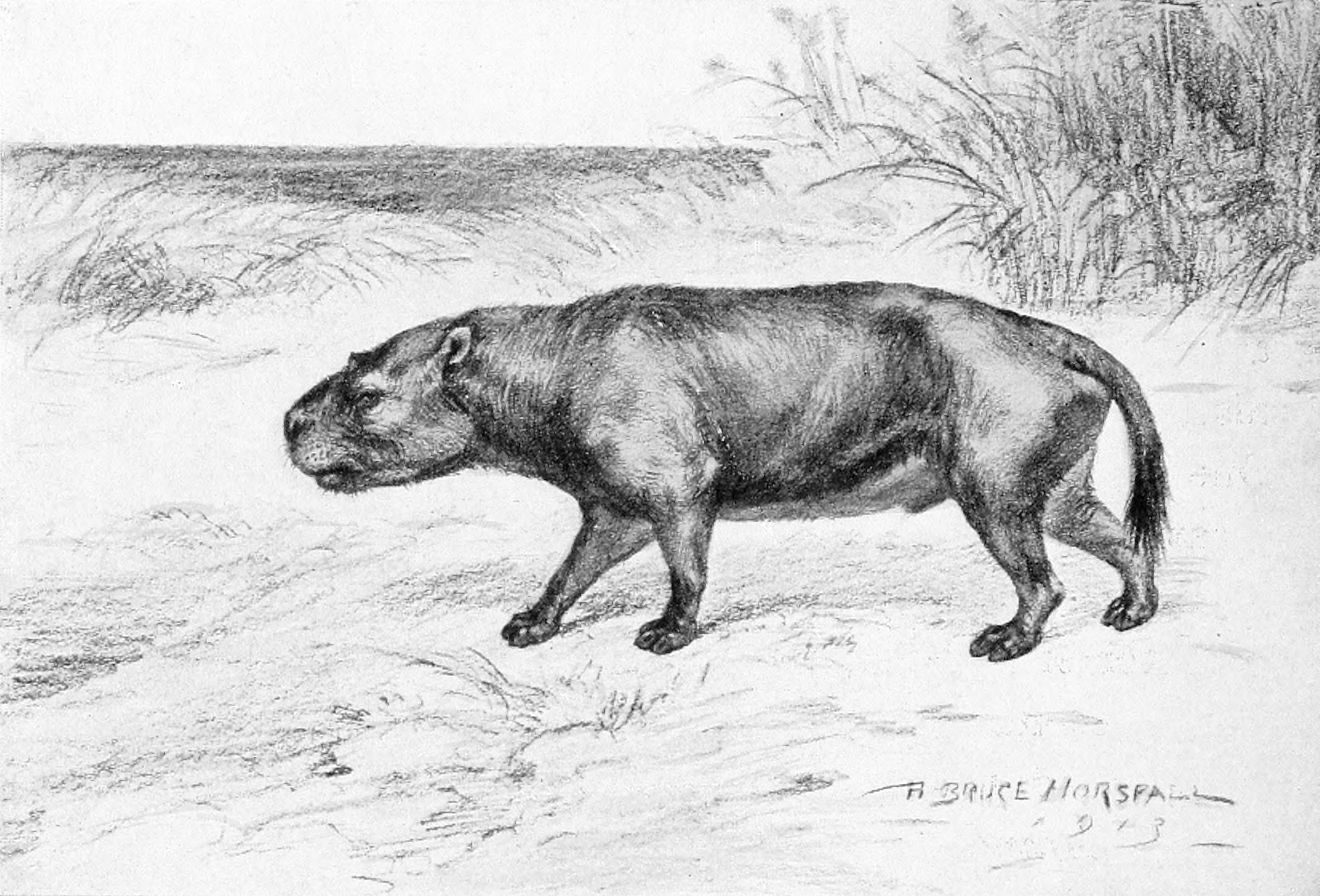
Rekostrukcja A. ovinum

Przednie nogi zwierzęcia były nieco dłuższe, niż u jego krewnych, w związku z czym wysokość zwierzęcia w biodrach i barku była podobna. Niewielki róg na szczycie czaszki mógł odgrywać rolę podczas sezonu godowego.